# Prince Abdulaziz
Die Prince Abdulaziz ist eine der Megayachten, die bis 2018 im Besitz der saudi-arabischen Königsfamilie war.

## Geschichte
Das als Abdul Aziz gebaute Schiff war mit einer Länge von 147 Metern bei Auslieferung die längste und größte Motoryacht der Welt und behielt diesen Status für 22 Jahre, so dass sie heute als größte Luxusyacht des 20. Jahrhunderts gilt.
Gebaut wurde sie 1983/84 als letztes Schiff der Helsingør Værft in Dänemark nach einem Entwurf von Maierform. Die Inneneinrichtung wurde nach dem Konkurs der Werft in Southampton fertiggestellt.
Der erste Besitzer war der König von Saudi-Arabien Fahd ibn Abd al-Aziz. Nach dessen Tod 2005 wird sein Halbbruder Abdullah ibn Abd al-Aziz als Besitzer angegeben. Eigentum und Betrieb des Schiffs wurden 2005 auf die Gesellschaft Red Sea Management International Limited übertragen. 2015 übernahm die Al Baraim Ji HH Princess die Yacht und der Betrieb des Schiffes wird seit Januar 2015 durch das Unternehmen Master Yachts Consultancy in Palma de Mallorca durchgeführt. Im Juni 2018 wurde das Schiff auf die Gesellschaft Pelagos Limited übertragen und unter die Flagge der Marshallinseln gebracht.
Das 147 Meter lange Schiff hat eine Breite von 18,3 Metern und einen Tiefgang von 4,9 Metern. Es besitzt zwei 5816-kW-Pielstick-Dieselaggregate für den Antrieb. Die Reisegeschwindigkeit beträgt 18 Knoten, die Maximalgeschwindigkeit 22 Knoten. Die Yacht benötigt im Vollbetrieb eine 60- bis 65-köpfige Besatzung. Innenausstatter war David Nightingale Hicks.